# Петров, Валерий Георгиевич (музыкант)
Валерий Георгиевич Петров (род. 7 сентября 1943 г., Ленинград) — участник многочисленных петербургских джазовых и эстрадных музыкальных коллективов, барабанщик, трубач, аранжировщик, преподаватель по классу ударных инструментов. Один из представителей ленинградского мейнстрима 1960—1970-х годов.
Начинал выступления в конце 1950-х годов, играл на духовых инструментах. С 1960 года начал профессионально выступать в джаз-оркестрах Ленинграда. С 1961 по 1962 годы — трубач и баритонист в джаз-оркестре Израиля Атласа. В 1963 году перешёл в джаз-оркестр Владимира Сперанского.
Ещё в 1961 году собрал свой первый ансамбль на базе учебного оркестра, в котором также принимал участие Леонид Ильишевич. Переквалифицировался в барабанщика в оркестре им. Фрунзе, где заменял отсутствующего музыканта. В 1963 году окончил музыкальное училище по классу ударных инструментов, стал частью биг-бенда В. Сигала.
С 1965 года выступал в ленинградском джаз-клубе «Квадрат», принимал участие во всех мероприятиях клуба. К тому времени Петров успел поиграть в большинстве ведущих джазовых ансамблях города, среди которых «Ленинградский диксиленд», «Нева джаз-бэнд», «Доктор Джаз», «Гамма джаз», Джаз-бэнд Алексея Канунникова.
В начале 1970-х создал новый ансамбль вместе с гитаристом Александром, занимаясь аранжировками современных произведений, исполняя модальный джаз и фанк-джаз. Осенью 1972 года на сцене клуба «Квадрат» была представлена программа для джазового квартета, основанная на произведениях А. Полякова. Дальнейшую карьеру Петров продолжил в Ленинградском ансамбле джазовой музыки Давида Голощекина, в оркестре «Орфей», в биг-бэнде Иосифа Вайнштейна, ансамбле Алексея Канунникова. Музыкант сотрудничал с саксофонистом Евгением Ластовским, вокалисткой Валентиной Дегтяревой, с коллективами Анатолия Вапирова и Игоря Петренко, ансамблем Валерия Зуйкова.
С 1980 по 1984 годы принимал участие в ансамбле «Джаз-комфорт», с середины 80-х — в группе «Невская восьмерка». Играл в группах «Поп-механика» Сергея Курёхина и «Архангельск» Владимира Резицкого.
В 1990 году Петров принял участие в съёмках фильма «Когда святые маршируют», посвящённого петербургскому джазу. С 1992 по 1993 году играл в группе «Nona brass band of popular jazz». В дальнейшем занимался преподаванием музыки, сотрудничал с ансамблями традиционного джаза.